# Moerasweekschilden
De moerasweekschilden (Scirtidae) zijn een familie van kevers uit de superfamilie Scirtoidea. Ze omvat ongeveer 1.400 soorten uit een vijftigtal geslachten. De wetenschappelijke naam Scirtidae werd door John Fleming in 1821 gepubliceerd. De naam is afgeleid van het geslacht Scirtes Illiger, 1807. De eerste soort die werd benoemd was Cyphon padi (Linnaeus, 1758).
Lawrence en Yoshitomi maakten in 2007 een classificatie van de familie. Zij verdeelden ze in drie onderfamilies:
- Stenocyphoninae met een geslacht, Stenocyphon;
- Nipponocyphoninae met een geslacht, Nipponocyphon;
- Scirtinae, met de overige geslachten, waaronder de soortenrijke geslachten Cyphon, Elodes en Scirtes.

Het zijn kleine, primitieve kevers met een lengte van 1 tot 15 mm. Het lichaam is enigszins langgerekt tot erg convex, bijna bolrond. Het lichaam is vaak geel-bruin of bruin tot zwart.
Deze kevers komen voor in alle zoögeografische gebieden van de wereld, maar vooral in de tropische gebieden en gematigde gebieden in het zuidelijk halfrond. Ze leven aan de rand van meren, rivieren of stilstaand water zoals moerassen en modderpoelen in bossen. De larven ontwikkelen zich in water. Sommige soorten in Nieuw-Zeeland, Borneo en Australië ontwikkelen zich echter in vochtig rottend hout of in vochtige grond; larven kunnen diep in grondwater penetreren. Ze voeden zich met diverse micro-organismen. Ze verpoppen in vochtige bodem boven de waterspiegel; zelden onder water in met lucht gevulde holten van rotsen. Volwassen dieren leven slechts kort. Ze leven op diverse bloemen en voeden zich vaak met stuifmeel.